# Sesamia atlantica
Sesamia atlantica là một loài bướm đêm trong họ Noctuidae.